# Бакстер, Джон
Джон Бакстер (15 октября 1936 — 12 декабря 2014) — шотландский футболист, который играл на позиции бокового полузащитника за «Хиберниан», «Фалкирк» и «Клайдбанк» в течение 1950-х и 60-х годов.

## Карьера
Перешёл в «Хиберниан» в 1955 году из «Бенберба», но его дебют за новый клуб был отложен из-за призыва в армию. В сентябре 1957 года он наконец дебютировал за «Хиберниан» в матче против «Абердина». Через три недели Бакстер забил свой первый гол за команду в ворота «Эйрдрионианс», сделав вклад в разгром соперника со счётом 4:0 на «Истер Роуд». В «Хиберниане» Бакстер играл с такими футболистами, как Эдди Тернбулл, Лори Райлли, Томми Престон, позже добавился Джо Бейкер. Бакстер удачно влился в коллектив.
В 1958 году он играл за «Хибс» в финале кубка Шотландии, его команда проиграла с минимальным счётом «Клайду». После удара Джона Койла мяч рикошетом от ноги Бакстера залетел в ворота «Хиберниана».
В 1959 году он сыграл один матч за молодёжную сборную Шотландии, однако, вопреки ожиданиям, в основную сборную так и не вызывался.
В сезоне 1960/61 Бакстер играл в четвертьфинале Кубка ярмарок против «Барселоны», его команда одержала победу над именитым соперником с общим счётом 7:6. Однако в полуфинале после двух ничьих с «Ромой» в переигровке «Хиберниан» был разгромлен со счётом 6:0.
После девяти лет в клубе в июне 1966 года Бакстер перешёл в «Фалкирк», а завершил карьеру в «Клайдбанке».

## Стиль игры
Бакстер был сдержанным, но решительным игроком, который сочетал в себе техническое совершенство и последовательность действий. Он умело владел корпусом, отдавал точные пасы и был хорошим мотиватором, чья уверенность в себе и вера позитивно влияла на товарищей по команде.

## Смерть
Джон Бакстер скончался 12 декабря 2014 года в возрасте 78 лет.